# Aphyosemion lujae
Aphyosemion lujae е вид лъчеперка от семейство Nothobranchiidae. Видът не е застрашен от изчезване.

## Разпространение и местообитание
Разпространен е в Демократична република Конго.
Обитава сладководни басейни, реки и потоци.

## Описание
На дължина достигат до 5 cm.